# Obsjtina Slivnitsa
Obsjtina Slivnitsa (bulgariska: Община Сливница) är en kommun i Bulgarien.   Den ligger i regionen Sofijska oblast, i den västra delen av landet, 30 km nordväst om huvudstaden Sofia.
Följande samhällen finns i Obsjtina Slivnitsa:
- Slivnitsa

Trakten runt Obsjtina Slivnitsa består till största delen av jordbruksmark. Runt Obsjtina Slivnitsa är det tätbefolkat, med 297 invånare per kvadratkilometer.